# 赤嘴鸭
赤嘴鸭（学名：Anas erythrorhyncha），是雁形目鸭科的一种鸟类。

## 特征
赤嘴鸭体重约558.82克，翼长约215毫米，嘴峰长约43.8毫米，喙宽度约15.9毫米，喙厚度约13.9毫米，跗蹠长约33毫米，尾长约77.2毫米。赤嘴鸭是部分迁徙的鸟类，其栖息在开放的湖泊、沼泽等湿地环境中，食性为草食性，主要食物来源是水生植物。

## 分布
在东非、南非和马达加斯加。